# 宮竹駅
宮竹駅（みやたけえき）は、かつて石川県能美郡辰口町宮竹（現：能美市宮竹町）に位置していた、北陸鉄道能美線の駅（廃駅）である。

## 歴史
- 1925年（大正14年）6月5日：能美電気鉄道により開業。
- 1931年（昭和6年）12月18日（届出）：列車交換設備を新設[1]。
- 1939年（昭和14年）8月1日：金沢電気軌道が能美電気鉄道を吸収合併。
- 1941年（昭和16年）8月1日：北陸合同電気（現在の北陸電力）が金沢電気軌道を合併。
- 1942年（昭和17年）3月26日：事業譲渡により北陸鉄道となる。
- 1968年（昭和43年）9月1日 - 9月6日：閉塞の取り扱いと列車交換機能及び貨物側線を廃止、単式ホーム1面1線となる[1]。無人駅化[1]。
- 1980年（昭和55年）9月14日：能美線廃止に伴い廃駅。

## 駅構造
全盛期は列車交換機能を有する閉塞取り扱い駅で、貨物側線があった頃は、主に米、肥料、織物の積み降ろしが行われていた。また、駅舎の近くには専属の保線員が常駐する建物があった。晩年は単式ホーム1面1線の構造で、ホームの上に木造の駅舎があった。

## 駅周辺
- 宮竹郵便局
- 宮竹保育園
- 能美市立宮竹小学校
- 北陸先端科学技術大学院大学
- 東京プロセスサービス
- 石川ハイテク交流センター
- 正林寺
- 宮本酒造店

## 現状
鉄道廃止後、駅跡は公園として二次利用されている。

## 隣の駅
北陸鉄道
能美線
灯台笹駅 - 宮竹駅 - 三ツ口駅